# Літтл-Бей-Айлендс
Літтл-Бей-Айлендс (англ. Little Bay Islands) — містечко в Канаді, у провінції Ньюфаундленд і Лабрадор.

## Населення
За даними перепису 2016 року, містечко нараховувало 71 особу, показавши скорочення на 26,8%, порівняно з 2011-м роком. Середня густина населення становила 9,9 осіб/км².
З офіційних мов обидвома одночасно не володів жоден з жителів, тільки англійською — 70.
Працездатне населення становило 26,3% усього населення, рівень безробіття — 40% (50% серед чоловіків та 0% серед жінок). 100% осіб були найманими працівниками, а 0% — самозайнятими.

## Клімат
Середня річна температура становить 3,3°C, середня максимальна – 18,5°C, а середня мінімальна – -11,9°C. Середня річна кількість опадів – 1 030 мм.
| Клімат поселення                              | Клімат поселення | Клімат поселення | Клімат поселення | Клімат поселення | Клімат поселення | Клімат поселення | Клімат поселення | Клімат поселення | Клімат поселення | Клімат поселення | Клімат поселення | Клімат поселення | Клімат поселення |
| Показник                                      | Січ.             | Лют.             | Бер.             | Квіт.            | Трав.            | Черв.            | Лип.             | Серп.            | Вер.             | Жовт.            | Лист.            | Груд.            |                  |
| Середній максимум, °C                         | −2,7             | −3,18            | 0,28             | 4,98             | 8,85             | 13,33            | 17,73            | 18,53            | 14,28            | 9,35             | 4,70             | −0,43            |                  |
| Середня температура, °C                       | −7,08            | −7,5             | −4,08            | 0,60             | 4,50             | 8,95             | 14,30            | 15,10            | 10,88            | 5,93             | 1,30             | −3,8             |                  |
| Середній мінімум, °C                          | −11,43           | −11,88           | −8,4             | −3,73            | 0,18             | 4,63             | 10,88            | 11,65            | 7,45             | 2,53             | −2,15            | −7,25            |                  |
| Норма опадів, мм                              | 88               | 81               | 70               | 68               | 79               | 94               | 81               | 109              | 91               | 96               | 86               | 87               |                  |
| Середньомісячна швидкість вітру, м/с          | 6.70             | 6.30             | 6.10             | 5.60             | 5.10             | 4.90             | 4.50             | 4.70             | 5.30             | 5.70             | 6.40             | 6.75             |                  |
| Середньомісячна сонячна радіація, кДж/м²·день | 3755             | 6786             | 10839            | 14449            | 17466            | 18988            | 18671            | 15649            | 11456            | 6758             | 3835             | 2806             |                  |
| --------------------------------------------- | ---------------- | ---------------- | ---------------- | ---------------- | ---------------- | ---------------- | ---------------- | ---------------- | ---------------- | ---------------- | ---------------- | ---------------- | ---------------- |
| Джерело:                                      |                  |                  |                  |                  |                  |                  |                  |                  |                  |                  |                  |                  |                  |